# Alexa (namn)

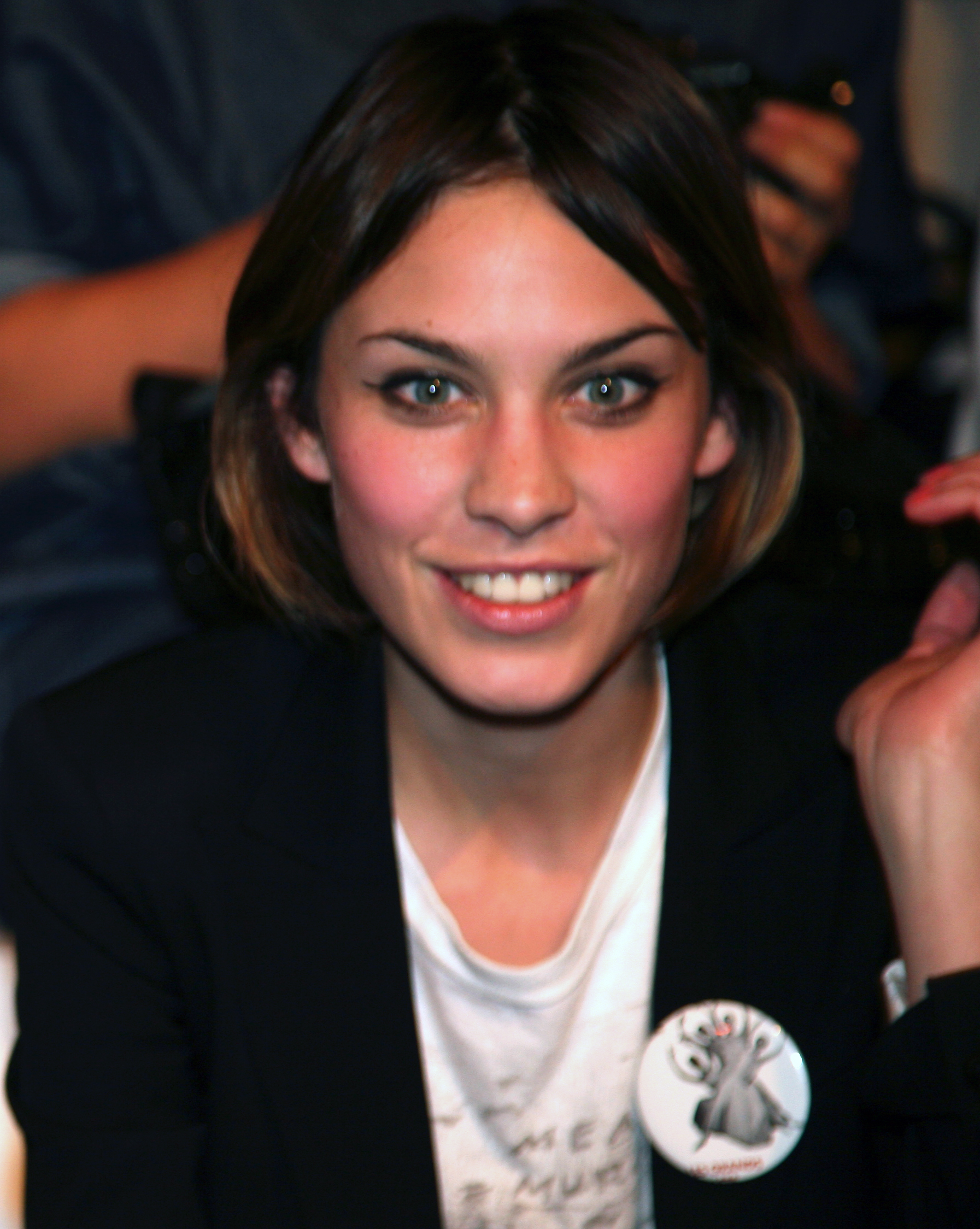
Alexa Chung

Alexa är en kortform av det grekiska kvinnonamnet Alexandra, som i sin tur är en feminin form av namnet Alexander, bildat av två ord som betyder försvara och människa.
Den 31 december 2017 fanns det totalt 172 kvinnor folkbokförda i Sverige med namnet Alexa, varav 101 bar det som tilltalsnamn.
Namnsdag i Sverige: saknas
Namnsdag i Finland (finlandssvenska namnlängden): saknas

## Personer med namnet Alexa
- Alexa Canady, amerikansk professor och neurokirurg
- Alexa Chung, brittisk modell och programledare
- Alexa Curtis, australisk sångerska
- Alexa Davalos, amerikansk skådespelerska
- Alexa Nikolas, amerikansk skådespelerska
- Alexa Vega, amerikansk skådespelerska
- Alexa Wolf, tysk journalist och dokumentärfilmare